# Операція «Північний сокіл»
Операція «Північний сокіл» (англ. Northern Falcon) — спільна українсько-данська операція перевезення пального та інших вантажів з авіабази Туле на данську полярну станцію «Норд», що здійснюється військово-транспортними літаками Іл-76МД Повітряних сил ЗС України щорічно, починаючи з 2009 року.

## Основні цілі та задачі операції

Розташування станції «Норд» на мапі Ґренландії

В рамках її проведення військово-транспортним літаком Іл-76МД Повітряних Сил ЗС України проводиться перевезення пального та інший вантаж з авіабази ВПС США «Туле» на данську полярну станцію «Норд» на острові Гренландія. Участь в операції дозволяє підтримувати натренованість українських екіпажів та льотно-інструкторського складу на міжнародних трасах, у надзвичайно важких кліматичних умовах Арктики, які визначаються низькими температурами повітря (до −50 градусів при швидкості вітру до 15-20 м/с), штормовою погодою, відсутністю наземних радіотехнічних засобів навігації та запасних аеродромів.
До операції «Північний сокіл» залучається склад двох екіпажів та наземний інженерно-технічний персонал бригади транспортної авіації Повітряних Сил ЗС України, що дислокується в Мелітополі. Також до складу робочої групи входять офіцери-координатори від Командування Повітряних Сил ЗС України.

## Історія

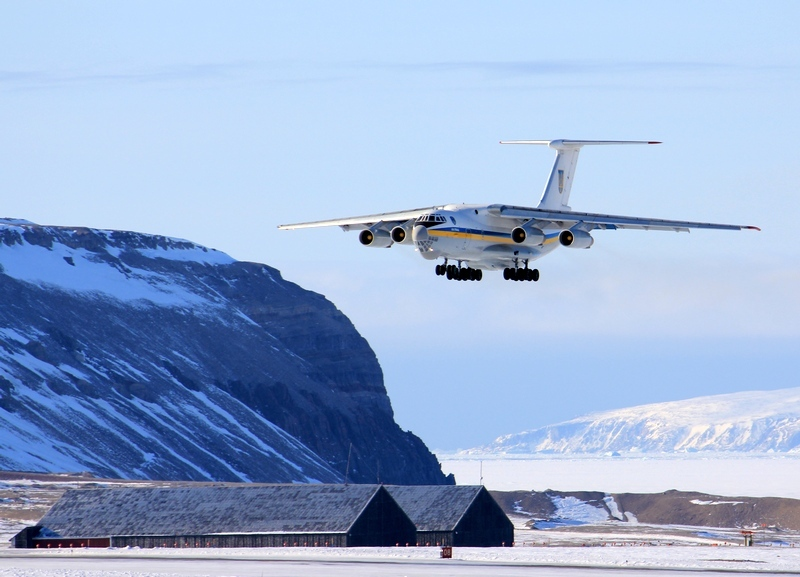
Під час посадки на авіабазу ВПС США «Туле», Гренландія.

Представники Міноборони України й збройних сил Королівства Данії протокол намірів про співпрацю у сфері авіаційних транспортних перевезень підписали в січні 2008–го. Упродовж майже восьми місяців тривала деталізація міжнародного контракту, і восени сторони завізували узгоджений варіант спеціальної Декларації. 
Перші перевезення здійснювалися з 7 до 27 березня 2009 року. 10 березня українські військові льотчики здійснили ознайомчий політ над Гренландією, наступними днями доправили на станцію «Норд» снігоочисний автомобіль, засоби аварійного рятування, продукти харчування та пальне (у 20-тонних гумових цистернах). Загальна кількість перевезеного пального — близько 700 тонн. 
Протягом операції в 2009 році два екіпажі заробили для оборонного бюджету близько 110 тисяч доларів.
Операція дістала назву «Козаки на кризі».
2010 року назву було змінено на «Північний сокіл».
Під час операції «Північний сокіл — 2015» було виконано 20 повітряних перевезень із загальним нальотом більш як 100 годин, перевезено понад 500 тисяч літрів авіаційного гасу.
У результаті проведення операції «Північний сокіл — 2017» з авіабази «Туле» було перевезено понад 720 тис. л авіаційного пального. Загальний наліт українських екіпажів за час операції склав понад 120 годин.
14 березня 2019 року розпочалася спільна українсько-данська військово-транспортна операція «Північний сокіл — 2019».
Із військового майданчика аеропорту Бориспіль до авіаційної бази «Ольборг» Королівських ВПС Данії на літаку Іл-76МД відбула група українських авіаторів на чолі зі старшим інспектором-льотчиком управління авіації Командування Повітряних Сил ЗС України полковником Сергієм Артеменком. Операція «Північний сокіл — 2019» тривала до 18 квітня. За цей час українські військові льотчики здійснили 44 перельоти (понад 100 годин) між авіабазою повітряних сил США «Туле» та данською полярною станцією «Норд», перевезли понад 600 тисяч літрів пального і майже 50 тонн іншого вантажу. За результатами операції Україна заробила понад 700 тис. доларів.

## Цікаві факти
- Санний патруль Сіріус, що базується в Данеборзі, використовує станцію Норд для підтримки патрулів у північно-східній Гренландії.